# Ланьон (округ)
Ланьон (фр. Lannion) — округ (фр. Arrondissement) во Франции, один из округов в регионе Бретань. Департамент округа — Кот-д’Армор. Супрефектура — Ланьон.
Население округа на 2019 год составляло 99 747 человек. Плотность населения составляет 108 чел./км². Площадь округа составляет 923,75 км².

## Состав
Кантоны округа Ланьон (c 22 марта 2015 г.):
- Бегар (частично)
- Ланьон
- Перрос-Гирек
- Плестен-ле-Грев
- Трегье

Кантоны округа Ланьон (до 22 марта 2015 года):
- Ла-Рош-Дерьен
- Ланьон
- Лезардриё
- Перрос-Гирек
- Плуаре
- Трегье